# 黄山站 (安徽)
黄山站位于中华人民共和国安徽省黄山市屯溪区，建于1981年，是皖赣铁路的一座车站。为中国铁路上海局集团芜湖车务段管辖的客货运二等站。车站距离黄山市区约10分钟车程、距离黄山风景区约70分钟车程，而离黄山北站侧有约40分钟车程。

## 历史
黄山站原名屯溪站，于1984年5月31日投入使用，1987年更为现名（一说1990年9月）。黄山站建站以来先后经历三次改造，前两次改造发生在2000年、2001年，均为对车站设备的改进。最近的一次改造于2007年春运前改造完成，候车室较改造前相比原来的扩大了近一倍。黄山北站建成后，黄山站的旅客发送量开始呈现下降趋势。

## 车站结构

### 站房

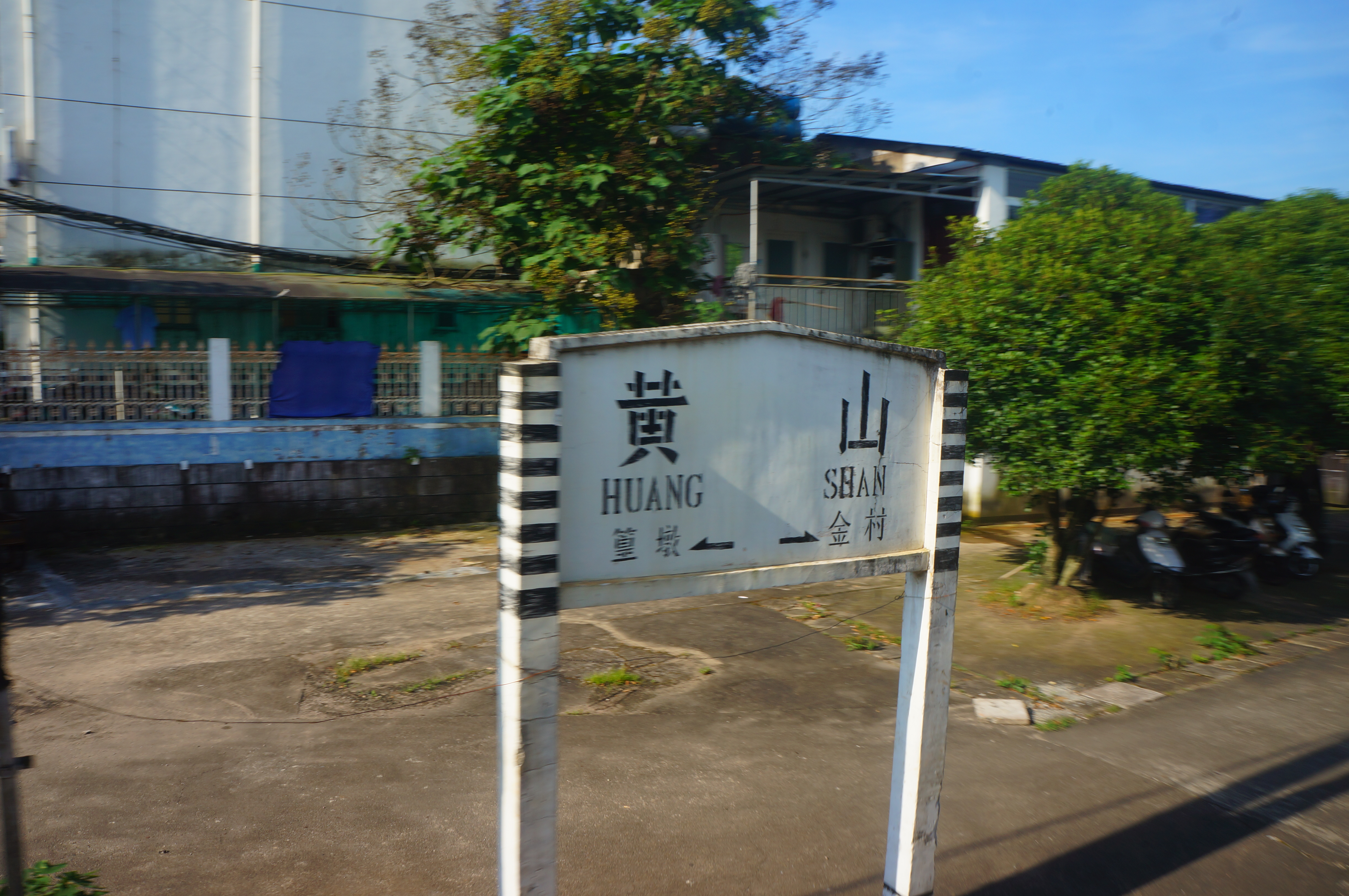
车站站名牌

黄山站目前的站房修建于2007年。站房西侧为售票处，设有4个售票窗口和4台自助售取票机；进站口和候车室位于站房中部，分为上下两层，可同时容纳600名旅客候车；站房东侧则是出站口。
- 售票处
- 黄山站第一候车室
- 第二候车室
- 站台侧站房

### 站场
黄山站设有2个站台，共8股道，站线全长825米，包括一个岛式站台和一个侧式站台。站台与候车室二层平齐，与站房间设有地下通道连接。站场西侧设有机务整备所，为调车机车和小运转列车等上水和检查。
黄山站货场位于北海路5-2号，办理整车货物运输。主要石油、煤炭、粮食、化肥、矿建等货品的到发。货场内设有通往中国石化销售有限公司安徽黄山石油分公司、中国航空油料有限责任公司黄山供应站、上海铁路局芜湖工务段黄山库和中央储备粮黄山直属库的专用线。
| 侧线     | 皖赣铁路      |
| 侧线     | 皖赣铁路      |
| 侧线     | 皖赣铁路      |
| 侧线     | 皖赣铁路      |
| 侧线     | 皖赣铁路      |
| 3站台    | 皖赣铁路      |
| 岛式站台 |               |
| 2站台    | 皖赣铁路 正线 |
| 1站台    | 皖赣铁路      |
| 侧式站台 |               |

## 运用状况

### 始发列车
- K1110次列车：来往黄山和北京西站；车底与本站始发至合肥的K8381/8382次列车套跑[9]；
- K8410次列车：来往黄山和合肥站；
- 8470次列车：来往黄山和芜湖站，为路内通勤列车。